# Treize-Vents
Treize-Vents ist eine französische Gemeinde mit 1.240 Einwohnern (Stand: 1. Januar 2022) im Département Vendée in der Region Pays de la Loire. Die Gemeinde gehört zum Arrondissement La Roche-sur-Yon und zum Kanton Mortagne-sur-Sèvre. Die Einwohner werden Ventais genannt.

## Geografie
Treize-Vents liegt etwa 51 Kilometer ostnordöstlich von La Roche-sur-Yon und etwa 16 Kilometer südlich von Cholet. Der Sèvre Nantaise begrenzt die Gemeinde im Westen. Umgeben wird Treize-Vents von den Nachbargemeinden Mauléon im Norden und Osten, Saint-Amand-sur-Sèvre im Südosten, Les Châtelliers-Châteaumur im Süden, Mallièvre und Les Epesses im Südwesten, Saint-Malô-du-Bois im Westen sowie Saint-Laurent-sur-Sèvre im Nordwesten.

## Bevölkerungsentwicklung
| Jahr                      | 1962 | 1968 | 1975 | 1982 | 1990 | 1999 | 2006 | 2013 |
| Einwohner                 | 838  | 857  | 892  | 959  | 1024 | 956  | 957  | 1224 |
| Quelle: Cassini und INSEE |      |      |      |      |      |      |      |      |